# 도플러 확장
도플러 확장(Doppler broadening)은 원자물리학 용어로, 원자 또는 분자의 속도의 분산에 의한 도플러 효과 때문에 생긴 스펙트럼선폭 증가이다.
입자의 다양한 속도는 다양한 도플러 편이를 야기하고, 이러한 도플러 편이의 누적 효과가 스펙트럼선폭 증가이다.
그 결과의 선 모양은 도플러 측면으로 알고 있다. 특별하고 아마 가장 중요한 경우는 입자의 열적 운동 때문인 열적 도플러 넓어짐이다. 
선폭 증가는 스펙트럼선의 진동수, 입자의 질량, 그리고 그들의 온도에만 단지 의존한다, 따라서 천체에서 방출되는 복사의 특성을 추론할 수 있다.
스펙트럼선은 결코 한없이 가늘지 않으며, 그 윤곽이 언제나 한정된 폭을 가진다. 양자 역학의 기본 원리에서 스펙트럼선의 자연선폭이 설명되지만, 여러 가지 물리적 과정 때문에 선의 윤곽은 이보다 더 넓어진다. 관측된 스펙트럼선의 윤곽을 여러 가지 선폭 증가의 과정으로 해석함으로써, 별이나 여러 천체물리적 대상에서 방출되는 복사의 특성을 추론 할 수 있다. 
선폭증가의 원인에는 자연선폭증가, 열적 도플러 선폭 증가, 충돌 선폭 증가, Zeeman 효과, 그밖의 난류 선폭 증가, 회전 선폭 증가 등이 있다.

## 같이 보기
- 뫼스바우어 효과